# Elezioni regionali in Italia del 1964
Le elezioni regionali italiane del 1964 coinvolsero due delle tre regioni autonome del Nord. Il Friuli-Venezia Giulia andò al voto per la prima volta, istituendo la regione stessa. Il mandato di queste assemblee era quadriennale.
Riguardando solo regioni speciali, con forti minoranze etniche, queste elezioni ebbero valenza strettamente locale.

## Elenco
- Elezioni regionali in Trentino-Alto Adige del 1964, 15 novembre
- Elezioni regionali in Friuli-Venezia Giulia del 1964, 10 maggio